# Glycaspis salebrosa
Glycaspis salebrosa är en insektsart som beskrevs av Moore 1961. Glycaspis salebrosa ingår i släktet Glycaspis och familjen rundbladloppor. Inga underarter finns listade i Catalogue of Life.